# Lazaros Papadopoulos
Lazaros Papadopoulos (grčki: Λάζαρος Παπαδόπουλος) grčki je profesionalni košarkaš. Igra na poziciji centra, a trenutačno je član talijanske GMAC Bologne.

## Karijera
Karijeru je započeo 1996. u grčkom Iraklisu. Nakon pet sezona provedenih u Iraklisu, Papadopulos 2001. odlazi u grčki Panathinaikos. Ondje je ostao do 2003., kada se natrag vraća u redove bivšeg kluba Iraklisa. S Panathinaikosom je u sezoni 2001./02. osvojio Euroligu. U sezoni 2004./05. potpisuje za ruskog prvoligaša Dinamo Moskvu, a ondje je ostao do 2007. kada se seli u redove španjolskog Real Madrida. Dok je nosio dres Dinama osvojio je rusko prvenstvo i ULEB kup. Od 2008. na posudbi je u talijanskom prvoligašu GMAC Bologni. 

## Grčka reprezentacija
Bio je član grčke reprezentacije koja je na Europskom prvenstvu u Srbiji i Crnoj Gori 2005. osvojila zlatnu medalju, a na Svjetskom prvenstvu u Japanu 2006. srebrnu medalju. Za reprezentaciju je još nastupao na Olimpijskim igrama u Ateni 2004. i Europskim prvenstvima u Turskoj 2001., i Španjolskoj 2007.

## Vanjske poveznice
- Službena stranica
- Profil na Euroleague.net
- Profil  Arhivirana inačica izvorne stranice od 11. veljače 2021. (Wayback Machine) na Basketpedya.com
- Draft Profil na NBA.com
- Profil  Arhivirana inačica izvorne stranice od 12. lipnja 2008. (Wayback Machine) na NBAdraft.net